# 銭瓶町ビルディング
銭瓶町ビルディング（ぜにがめちょうビルディング）は、東京都千代田区大手町二丁目にあるビルである。常盤橋街区の再開発事業「TOKYO TORCH」に関連して「下水道局棟（D棟）」として建設された。
地下3階から地上3階には東京都下水道局銭瓶町ポンプ所があり、地上1階には多目的スペース「ぜにがめプレイス」、地上4階から8階には東京都下水道局中部下水道事務所、東京都下水道サービス本社、下水道メンテナンス協同組合事務局などが入る。

## 概要
大手町、丸の内などの汚水を水再生センターに送水する銭瓶町ポンプ所は、これまで日本ビルヂングの内部に設置され、1966年（昭和41年）の稼働開始以降50年以上に渡り稼働し続けてきた。しかし設備の老朽化が進み、更新の必要が生じたものの、日本ビルヂングは民間と共有する合築ビルのため、ポンプ所部分のみの更新は困難であり、また周辺には商業ビルや地下駐車場、地下変電所等の公共施設が密集しており、新たなポンプ所を機能停止することなく再構築するための土地が物理的に確保できないという問題点があった。東京都下水道局はこれらの問題を解決するため、当時進められていた「大手町連鎖型都市再生プロジェクト」に地権者として参画し、そのプロジェクトの第4次再開発事業「TOKYO TORCH」の中で銭瓶町ビルディングが建設された。
銭瓶町ビルディングは、2022年（令和4年）3月末に竣工し、東京都下水道局に引き渡され、4月中旬に旧施設からビル内設置の新「銭瓶町ポンプ所」に送水設備が切り替えられた。続いて、7月19日には中部下水道事務所、7月25日には東京都下水道サービスの本社、8月1日には下水道メンテナンス協同組合事務局がこのビルに移転し、翌日には地上1階の多目的スペース「ぜにがめプレイス」がオープンしている。
地下1階では常盤橋タワーおよび鉄鋼ビルディングと接続し、地下2階では地下鉄大手町駅コンコースと接続する。

### ぜにがめプレイス
47都道府県の地域特産セレクトショップを学生が経営する「アナザー・ジャパン」（三菱地所と中川政七商店による共同プロジェクト）の店舗として利用するほか、下水道の情報を発信、またカフェ「KITASANDO Kissa」を併設する。

## 設計
従来のポンプ所の機能を停止せずに新たなポンプ所を建設するために、日本ビルヂングのうち、1962年（昭和37年）に「第三大手町ビルヂング」として竣工した部分のみを解体し、その跡地に銭瓶町ビルディングを建設するという珍しい工法が取られ、建物のコーナー部分をラウンドさせた印象的で特徴的なフォルムとして建てられた。
低層部は明治・大正期の下水道施設に用いられていた煉瓦を積み上げたような表現とすることで下水道施設としてのアイデンティティを表現。また、下水道をアピールするショールームを設け、ポンプ所に必要な搬入口やガラリと合わせて、それらを整形に配置するデザインとし、圧迫感を軽減するよう配慮した。高層部は環境負荷が大きいコーナー部に向かって庇の出が大きくなるよう変化させ熱負荷を軽減させると共に、表現豊かなファザードとなるデザインとなっている。
対面する常盤橋公園と繋がる「緑のネットワーク」を構築するため、外構および2階・屋上のテラスには植栽を配置。2階・屋上の庇軒天は鏡面状に研磨したアルミパネルを採用し、通りから見上げた時により緑が感じられる空間を目指した。